# Maria Teresa Especial
Maria Teresa Especial foi um humorístico especial exibido pelo Sistema Brasileiro de Televisão, dividido em diversas Sketch na qual a a humorista Maria Teresa Fróes revive vários de seus personagens.
Com a redação de Magalhães Júnior, Arnaud Rodrigues, Luiz Froes, Zé Américo e Oscar Pardini , dirigido por Norberto Fonseca

## Personagens
- Vamércia [2] - Senhora fofoqueira que está sempre a janela de sua casa falando mal dos convidados. Seu bordão " Está boquinha é um tumbalo " colocando o dedo indicador em frente aos lábios
- Teresoca
- Zé Galinha
- Mãe Mundinha - Mãe de Santo. Seu bordão era " Quem furunfou, furunfou, quem não furunfou não furunfa mais.
- Tártara
- Vitório e Marieta - Casal de italianos muito ingênuos e desastrados, mas que julgam inteligentes

## Participações Especiais
| Ator                      |
| ------------------------- |
| Carlos Alberto de Nóbrega |
| Marcelo de Nóbrega        |
| Gerson de Souza           |
| Oscar Pardini             |
| Luciene Adami             |
| Vera Zimmermann           |
| Murilo Amorim Correa      |
| Ivo Morgati               |
| Jorge Lafond              |
| João Vitti                |